# 枡形城
枡形城（ますがたじょう）は、神奈川県川崎市多摩区にあった日本の城。

## 概要
枡形城は多摩丘陵の先端に位置し、四方を断崖で囲まれた天然の要害の地。
秩父党の流れをくむ小山田有重の子稲毛三郎重成により築かれたと伝わる。
永正元年（1504年）9月には、山内上杉氏討伐のため北条早雲（伊勢宗瑞）と今川氏親が入り、立河原の戦いへ向かう。
戦国時代以降は廃城となり、現在は生田緑地の一部である。城跡には枡形山展望台が作られ公園として保存されている（生田緑地#名所・旧跡）。

## 歴史・沿革
- 建久年間、稲毛三郎重成により築かれる。
- 永正元年（1504年）、立河原の戦いの際には、扇谷上杉方の援軍として出陣した北条早雲（伊勢宗瑞）、今川氏親が入る。
- 永禄12年（1569年）、武田信玄の小田原攻め（三増峠の戦い）に際し、防衛のため横山式部少輔弘成が土塁を築く。